# 国際航業
国際航業株式会社（こくさいこうぎょう）は、東京都新宿区に本社を置き、最先端の空間情報技術を活用し国土保全、防災・災害復興、行政支援など社会インフラの整備・構築や民間ビジネスの業務効率化を実現する空間情報コンサルティング事業を展開している企業である。2023年ミライト・ワンの100%子会社となった。
長らく登記上の社名は國際航業株式会社（旧字体の「國」）であったが、2007年（平成19年）に現在のように変更した。

## 沿革
国際航業の前身は、羽田空港等の施設・不動産管理を行っていた三路興業である。
- 1947年（昭和22年）9月12日 - 三路興業株式会社設立。
- 1948年（昭和23年）10月 - 国際不動産株式会社に社名変更。
- 1954年（昭和29年）5月 - 国際航業株式会社に社名変更。
- 1961年（昭和36年）10月 - 東京証券所市場第二部上場。
- 1972年（昭和47年）2月 - 航空機運航部門を切り離し、同業3社で共立航空撮影株式会社を設立。
- 1987年（昭和62年）9月 - 東京証券所市場第一部指定。
- 2007年（平成19年）
  - 6月 - 登記上の社名「國際航業株式会社」(旧字体の「國」)をそれまでは通称に過ぎなかった「国際航業株式会社」に変更[2]。
  - 10月 - 株式移転により持株会社「国際航業ホールディングス」を設立し、同社の完全子会社となる。
- 2008年（平成20年）
  - 1月 - 不動産事業を「国際ランド&ディベロップメント株式会社」（現・JAG国際エナジー株式会社）に分割。
  - 3月 - 環境ソリューション事業を「国際環境ソリューションズ株式会社」に分割。
  - 4月 - 文化財事業を「国際文化財株式会社」に分割。KKCシステムズ株式会社、琉球国際航業株式会社を設立。
- 2010年（平成22年）2月 - 「グリーン電力証書発行事業者」登録
- 2011年（平成23年）
  - 6月 - 東日本大震災の直後に設立した復興支援プロジェクトを強化し、復興支援本部を新設。
  - 9月 - 沖縄県に琉球国際航業データセンターを開設。フルデジタルの空間情報データ生産ラインを整備。
  - 12月 - 中国現地法人として「北京国吉空间信息咨询有限公司」を設立。
- 2015年（平成27年）
  - 3月 - 国際環境ソリューションズ株式会社及び株式会社インフラ・イノベーション研究所を吸収合併。
  - 7月 - 親会社の国際航業ホールディングス株式会社より、子会社管理事業および空間情報セグメントに係る管理事業を承継。国際航業ホールディングスは日本アジアグループ株式会社に吸収合併され、当社は日本アジアグループの直接の子会社となる。
- 2017年（平成29年）2月 - 明治コンサルタント株式会社が子会社となる。
- 2021年（令和3年）9月 -　親会社の日本アジアグループ株式会社が当社株式をカーライル・グループのジオホールディングスLPに譲渡した[5]。
- 2023年（令和5年）12月 - 株式譲渡に伴い、株式会社ミライト・ワンの完全子会社となる[1]。

## 関連企業
- 明治コンサルタント株式会社
- 株式会社三郷ひまわりエナジー
- 株式会社AiNest
- 琉球国際航業株式会社
- 株式会社国際データプロダクションセンター
- 株式会社TDS
- ThinkTron Limited（台湾）

## 問題点

### 不正
過去に談合が何回か発覚している。1999年（平成11年）には千葉市が発注する事業において、排除勧告を受けた。2001年（平成13年）には宮城県および福島県での公共機関が発注する航空測量業務において、談合を繰り返した事により、課徴金納付命令を受けた。ただしこの件においては、1999年（平成11年）には談合から離脱したため、排除勧告は受けていない。
2014年（平成26年）10月には会計検査院の指摘により、復興予算から4300万円を詐取した事が判明した。福島第一原子力発電所事故で生じた放射性物質の拡散を防止する林野庁の事業の地形調査において、同社が2012年（平成24年）度に林野庁に報告した費用は、使用した飛行機の金額および飛行時間を水増ししていた。受給の総額は約1億5千万円であった。この報道に対し同社は、「会計検査院が調査中である」ことを理由としてコメントを避けた。その後、会計検査院の報告を受け事業費を修正した実績報告書を提出し、返還手続きを完了した。

### 天下り
過去に日本道路公団のいわゆる天下り先であった、すなわちOBを受け入れていた事を指摘されている。